# Lista de telenovelas da TVI
As telenovelas portuguesas produzidas pela TVI estão relacionadas nesta lista, que apresenta: data de início, data do final, quantidade de episódios exibidos, autor e direção de projeto. A TVI é uma estação de televisão portuguesa. A TVI deu um grande passo na ficção nacional em 1999 ao produzir, em conjunto com a NBP (Fealmar, Casa da Criação, atualmente com o nome de Plural Entertainment Portugal), várias telenovelas e séries que têm dado à TVI ótimos resultados nas suas audiências. O projeto resultou e nunca mais parou, sendo atualmente muitas as telenovelas e séries produzidas, tendo inclusivamente um cada vez maior sucesso fora de Portugal, resultado dos inúmeros países que compram os direitos de transmissão de telenovelas e séries portuguesas. Entre eles, estão vários países da América Latina, também os Estados Unidos, Roménia, Venezuela, Hungria, Vietname, Rússia, Polónia, China, entre muitos outros. A produtora Plural Entertainment Portugal (antiga NBP), que também produz para o mercado espanhol e da América Latina, é igualmente detida pelo grupo Media Capital.
Meu Amor foi a primeira telenovela portuguesa a ser premiada com um Emmy Internacional e Ouro Verde foi a terceira (segunda da TVI).
Em 2023, a TVI começou um projeto resgate das suas telenovelas que não estariam disponíveis online, colocando uma a uma no TVI Player com os seus episódios de produção. A primeira a ser relançada foi Jardins Proibidos, a 23 de junho de 2023.
| Não | Não se encontra disponível no TVI Player                                |
| Yes | Encontra-se disponível no TVI Player.                                   |
| ✔   | Encontra-se disponível no TVI Player com os seus episódios de produção. |

## Década de 1990
| # | Título                | Estreia                 | Final                | Temporada(s) / Episódios   | Estado     | Ref.        | TVI Player |
| - | --------------------- | ----------------------- | -------------------- | -------------------------- | ---------- | ----------- | ---------- |
| 1 | Telhados de Vidro     | 22 de fevereiro de 1993 | 12 de agosto de 1993 | 1 temporada, 120 episódios | Finalizada | [ 2 ] [ 3 ] | Não        |
| 2 | Todo o Tempo do Mundo | 2 de outubro de 1999    | 2 de abril de 2000   | 2 temporadas, 52 episódios | Finalizada | —           | ✔          |

## Década de 2000
| #  | Título            | Estreia                 | Final                   | Temporada(s) / Episódios   | Estado     | Ref.                 | TVI Player |
| -- | ----------------- | ----------------------- | ----------------------- | -------------------------- | ---------- | -------------------- | ---------- |
| 3  | Jardins Proibidos | 8 de abril de 2000      | 28 de fevereiro de 2001 | 1 temporada, 184 episódios | Finalizada | [ 7 ] [ 8 ]          | ✔          |
| 4  | Olhos de Água     | 20 de fevereiro de 2001 | 6 de outubro de 2001    | 1 temporada, 211 episódios | Finalizada | [ 8 ] [ 11 ]         | Yes        |
| 5  | Anjo Selvagem     | 3 de setembro de 2001   | 25 de fevereiro de 2003 | 1 temporada, 603 episódios | Finalizada | [ 7 ]                | Não        |
| 6  | Filha do Mar      | 3 de setembro de 2001   | 12 de abril de 2002     | 1 temporada, 185 episódios | Finalizada | [ 7 ]                | ✔          |
| 7  | Nunca Digas Adeus | 30 de setembro de 2001  | 10 de junho de 2002     | 1 temporada, 177 episódios | Finalizada | [ 7 ]                | Não        |
| 8  | Sonhos Traídos    | 7 de abril de 2002      | 1 de dezembro de 2002   | 1 temporada, 169 episódios | Finalizada | —                    | Yes        |
| 9  | O Último Beijo    | 12 de abril de 2002     | 27 de agosto de 2003    | 1 temporada, 149 episódios | Finalizada | [ 7 ]                | Não        |
| 10 | Tudo por Amor     | 22 de abril de 2002     | 19 de junho de 2003     | 1 temporada, 244 episódios | Finalizada | [ 18 ] [ 19 ] [ 20 ] | Não        |
| 11 | Amanhecer         | 3 de novembro de 2002   | 7 de agosto de 2003     | 1 temporada, 214 episódios | Finalizada | [ 22 ]               | Yes        |
| 12 | Saber Amar        | 6 de janeiro de 2003    | 11 de dezembro de 2003  | 1 temporada, 283 episódios | Finalizada | [ 24 ]               | Yes        |
| 13 | Coração Malandro  | 24 de fevereiro de 2003 | 14 de janeiro de 2005   | 1 temporada, 181 episódios | Finalizada | [ 26 ]               | Não        |
| 14 | O Teu Olhar       | 4 de agosto de 2003     | 24 de maio de 2004      | 1 temporada, 211 episódios | Finalizada | [ 28 ]               | Não        |
| 15 | Queridas Feras    | 30 de novembro de 2003  | 27 de novembro de 2004  | 1 temporada, 307 episódios | Finalizada | [ 30 ]               | Yes        |
| 16 | Baía das Mulheres | 25 de maio de 2004      | 1 de abril de 2005      | 1 temporada, 219 episódios | Finalizada | [ 32 ] [ 33 ]        | Yes        |
| 17 | Mistura Fina      | 28 de novembro de 2004  | 23 de junho de 2005     | 1 temporada, 131 episódios | Finalizada | [ 35 ] [ 36 ]        | Yes        |
| 18 | Ninguém como Tu   | 3 de abril de 2005      | 20 de dezembro de 2005  | 1 temporada, 199 episódios | Finalizada | [ 38 ] [ 39 ]        | Não        |
| 19 | Mundo Meu         | 26 de junho de 2005     | 25 de março de 2006     | 1 temporada, 215 episódios | Finalizada | [ 41 ]               | Yes        |
| 20 | Dei-te Quase Tudo | 4 de dezembro de 2005   | 16 de julho de 2006     | 1 temporada, 184 episódios | Finalizada | [ 43 ]               | Yes        |
| 21 | Fala-me de Amor   | 6 de março de 2006      | 4 de novembro de 2006   | 1 temporada, 206 episódios | Finalizada | [ 45 ]               | Yes        |
| 22 | Tempo de Viver    | 18 de junho de 2006     | 31 de março de 2007     | 1 temporada, 219 episódios | Finalizada | [ 47 ] [ 48 ]        | ✔          |
| 23 | Doce Fugitiva     | 24 de outubro de 2006   | 16 de setembro de 2007  | 1 temporada, 279 episódios | Finalizada | [ 51 ]               | Não        |
| 24 | Tu e Eu           | 10 de novembro de 2006  | 11 de agosto de 2007    | 1 temporada, 231 episódios | Finalizada | —                    | Não        |
| 25 | Ilha dos Amores   | 26 de março de 2007     | 9 de dezembro de 2007   | 1 temporada, 214 episódios | Finalizada | [ 54 ]               | ✔          |
| 26 | Deixa-me Amar     | 10 de setembro de 2007  | 23 de junho de 2008     | 1 temporada, 242 episódios | Finalizada | [ 57 ]               | ✔          |
| 27 | Fascínios         | 26 de novembro de 2007  | 5 de outubro de 2008    | 1 temporada, 275 episódios | Finalizada | [ 60 ] [ 61 ]        | Yes        |
| 28 | A Outra           | 24 de março de 2008     | 16 de novembro de 2008  | 1 temporada, 209 episódios | Finalizada | [ 63 ]               | Yes        |
| 29 | Feitiço de Amor   | 22 de junho de 2008     | 11 de maio de 2009      | 1 temporada, 348 episódios | Finalizada | [ 65 ] [ 66 ]        | Yes        |
| 30 | Olhos nos Olhos   | 7 de outubro de 2008    | 11 de julho de 2009     | 1 temporada, 223 episódios | Finalizada | [ 68 ]               | Não        |
| 31 | Flor do Mar       | 17 de novembro de 2008  | 8 de novembro de 2009   | 1 temporada, 281 episódios | Finalizada | [ 70 ]               | ✔          |
| 32 | Deixa Que Te Leve | 11 de maio de 2009      | 21 de março de 2010     | 1 temporada, 283 episódios | Finalizada | [ 73 ]               | Yes        |
| 33 | Sentimentos       | 22 de junho de 2009     | 4 de julho de 2010      | 1 temporada, 297 episódios | Finalizada | [ 75 ] [ 76 ]        | ✔          |
| 34 | Meu Amor          | 19 de outubro de 2009   | 23 de outubro de 2010   | 1 temporada, 319 episódios | Finalizada | [ 79 ]               | ✔          |

## Década de 2010
| #  | Título               | Estreia                | Final                   | Temporada(s) / Episódios    | Estado     | Ref.                    | TVI Player |
| -- | -------------------- | ---------------------- | ----------------------- | --------------------------- | ---------- | ----------------------- | ---------- |
| 35 | Mar de Paixão        | 15 de março de 2010    | 19 de março de 2011     | 1 temporada, 318 episódios  | Finalizada | [ 82 ]                  | Yes        |
| 36 | Espírito Indomável   | 31 de maio de 2010     | 15 de maio de 2011      | 1 temporada, 301 episódios  | Finalizada | [ 84 ]                  | Yes        |
| 37 | Sedução              | 25 de outubro de 2010  | 3 de setembro de 2011   | 1 temporada, 242 episódios  | Finalizada | [ 86 ]                  | Yes        |
| 38 | Anjo Meu             | 20 de março de 2011    | 5 de maio de 2012       | 1 temporada, 341 episódios  | Finalizada | [ 88 ]                  | Yes        |
| 39 | Remédio Santo        | 16 de maio de 2011     | 15 de setembro de 2012  | 1 temporada, 368 episódios  | Finalizada | [ 90 ]                  | Yes        |
| 40 | Doce Tentação        | 8 de janeiro de 2012   | 9 de março de 2013      | 1 temporada, 341 episódios  | Finalizada | [ 92 ]                  | Yes        |
| 41 | Louco Amor           | 6 de maio de 2012      | 12 de abril de 2013     | 1 temporada, 271 episódios  | Finalizada | [ 94 ]                  | Yes        |
| 42 | Doida por Ti         | 24 de outubro de 2012  | 14 de março de 2014     | 1 temporada, 254 episódios  | Finalizada | [ 96 ]                  | Yes        |
| 43 | Destinos Cruzados    | 27 de janeiro de 2013  | 1 de fevereiro de 2014  | 1 temporada, 264 episódios  | Finalizada | [ 98 ]                  | Yes        |
| 44 | Mundo ao Contrário   | 14 de abril de 2013    | 8 de outubro de 2013    | 1 temporada, 145 episódios  | Finalizada | [ 100 ]                 | Yes        |
| 45 | Belmonte             | 23 de setembro de 2013 | 5 de setembro de 2014   | 1 temporada, 259 episódios  | Finalizada | [ 102 ]                 | [ r ]      |
| 46 | O Beijo do Escorpião | 2 de fevereiro de 2014 | 4 de outubro de 2014    | 1 temporada, 193 episódios  | Finalizada | [ 104 ]                 | Yes        |
| 47 | Mulheres             | 1 de junho de 2014     | 26 de setembro de 2015  | 1 temporada, 281 episódios  | Finalizada | [ 106 ]                 | [ r ]      |
| 48 | Jardins Proibidos    | 8 de setembro de 2014  | 2 de outubro de 2015    | 3 partes, 304 episódios     | Finalizada | [ 108 ]                 | ✔          |
| 49 | A Única Mulher       | 15 de março de 2015    | 6 de janeiro de 2017    | 3 temporadas, 561 episódios | Finalizada | [ 111 ]                 | Yes        |
| 50 | Santa Bárbara        | 28 de setembro de 2015 | 1 de outubro de 2016    | 2 partes, 271 episódios     | Finalizada | [ 113 ] [ 114 ] [ 115 ] | Yes        |
| 51 | A Impostora          | 4 de setembro de 2016  | 30 de novembro de 2017  | 2 temporadas, 341 episódios | Finalizada | [ 117 ]                 | Yes        |
| 52 | Ouro Verde           | 8 de janeiro de 2017   | 3 de outubro de 2017    | 2 partes, 221 episódios     | Finalizada | [ 119 ]                 | Yes        |
| 53 | A Herdeira           | 24 de setembro de 2017 | 29 de setembro de 2018  | 2 temporadas, 314 episódios | Finalizada | [ 121 ]                 | Yes        |
| 54 | Jogo Duplo           | 4 de dezembro de 2017  | 18 de novembro de 2018  | 1 temporada, 267 episódios  | Finalizada | [ 123 ]                 | Yes        |
| 55 | Valor da Vida        | 30 de setembro de 2018 | 20 de maio de 2019      | 2 temporadas, 203 episódios | Finalizada | [ 125 ]                 | Yes        |
| 56 | A Teia               | 19 de novembro de 2018 | 17 de junho de 2019     | 2 temporadas, 175 episódios | Finalizada | [ 127 ]                 | Yes        |
| 57 | Prisioneira          | 21 de maio de 2019     | 22 de fevereiro de 2020 | 2 temporadas, 219 episódios | Finalizada | [ 129 ]                 | Yes        |
| 58 | Amar Depois de Amar  | 17 de junho de 2019    | 13 de setembro de 2019  | 1 temporada, 68 episódios   | Finalizada | [ 131 ]                 | Yes        |
| 59 | Na Corda Bamba       | 15 de setembro de 2019 | 15 de maio de 2020      | 2 temporadas, 187 episódios | Finalizada | [ 133 ] [ 134 ]         | Yes        |

## Década de 2020
| #  | Título         | Estreia                 | Final                  | Temporada(s) / Episódios    | Estado          | Ref.                    | TVI Player |
| -- | -------------- | ----------------------- | ---------------------- | --------------------------- | --------------- | ----------------------- | ---------- |
| 60 | Quer o Destino | 23 de março de 2020     | 26 de outubro de 2020  | 3 partes, 182 episódios     | Finalizada      | [ 136 ]                 | Yes        |
| 61 | Amar Demais    | 14 de setembro de 2020  | 24 de setembro de 2021 | 2 partes, 278 episódios     | Finalizada      | [ 138 ]                 | Yes        |
| 62 | Bem me Quer    | 26 de outubro de 2020   | 12 de novembro de 2021 | 1 temporada, 298 episódios  | Finalizada      | [ 140 ] [ 141 ]         | Yes        |
| 63 | Festa é Festa  | 26 de abril de 2021     | —                      | —                           | Em exibição     | [ 143 ] [ 144 ] [ 145 ] | Yes        |
| 64 | Para Sempre    | 8 de novembro de 2021   | 25 de agosto de 2023   | 1 temporada, 461 episódios  | Finalizada      | [ 148 ] [ 149 ]         | Yes        |
| 65 | Quero é Viver  | 3 de janeiro de 2022    | 18 de março de 2023    | 1 temporada, 322 episódios  | Finalizada      | [ 151 ] [ 152 ] [ 153 ] | Yes        |
| 66 | Rua das Flores | 18 de abril de 2022     | 10 de setembro de 2022 | 1 temporada, 102 episódios  | Finalizada      | [ 155 ] [ 156 ] [ 157 ] | Yes        |
| 67 | Queridos Papás | 13 de março de 2023     | 1 de março de 2024     | 1 temporada, 253 episódios  | Finalizada      | [ 158 ]                 | Yes        |
| 68 | Cacau          | 15 de janeiro de 2024   | 30 de novembro de 2024 | 1 temporada, 236 episódios  | Finalizada      | [ 159 ] [ 160 ] [ 161 ] | Yes        |
| 69 | A Fazenda      | 25 de novembro de 2024  | —                      | 2 temporadas, TBA episódios | Em exibição     | [ 162 ] [ 163 ]         | [ z ]      |
| 70 | A Protegida    | 17 de fevereiro de 2025 | —                      | —                           | Em exibição     | [ 164 ]                 | Yes        |
| 71 | Terra Forte    | 2025                    | —                      | —                           | Em produção     | [ 165 ]                 | [ z ]      |
| 72 | Amor à Prova   | 2025                    | —                      | —                           | Em pré-produção | [ 166 ]                 | Yes        |